# گرنت (مینی‌سریال)
گرنت (انگلیسی: Grant) یک مینی‌سریال آمریکایی در سال ۲۰۲۰ به کارگردانی مالکوم ونویل است. این مجموعه کوچک سه قسمتی براساس کتاب غیر داستانی پرفروش سال ۲۰۱۷ توسط رون چرنوو، زندگی یولیسیز سایمن گرانت، هجدهمین رئیس‌جمهور ایالات متحده آمریکا را شرح می‌دهد و در تاریخ ۲۵ مه سال ۲۰۲۰ برای نخستین‌بار در شبکهٔ هیستوری نمایش داده شد.